# Goose
GOOSE est un groupe belge de rock-electro composé de Mickael Karkousse, Dave Martijn, Tom Coghe et Bert Libeert. En France, le groupe a déjà joué des concerts - entre autres - au festival des Eurockéennes de Belfort, au festival des Vieilles Charrues, à Solidays, en Belgique à Rock Werchter. 

## Historique

GOOSE sur scène

GOOSE se forme en 2000 à Courtrai (Belgique). Ils commencent à écrire et enregistrent leurs propres chansons, en y intégrant des synthétiseurs. En 2002, ils gagnent le Humo's Rock Rally et sortent dans la foulée leur premier single Audience avec Teo Miller. Repérés par Coca-Cola, leur single habille leurs spots télévisés et est diffusé partout en Europe.
Leur premier album Bring It On est signé sur Skint Records et sort le 11 septembre 2006. S'ensuit une tournée dans le monde entier, de l'Europe au Japon, en passant par l'Australie.
Leur deuxième album Synrise sort le 18 octobre 2010 avec un premier single intitulé Words qui passe à la radio dès le 10 mai 2010. Le titre Synrise est également remixé par Mumbai Science, Housemeister, Paul Chambers et Soulwax. Le pianiste de jazz belge Jef Neve propose une version classique de la chanson. La pochette de l'album a été fait par Storm Thorgerson.

Le troisième album Control Control Control est sorti en avril 2013. Il a été enregistré en concert studio, par Paul Stacey (Noel Gallagher) et Dave Sardy (Oasis, ZZ Top).
Leur quatrième album What You Need est sorti le 4 avril 2016.

## Discographie

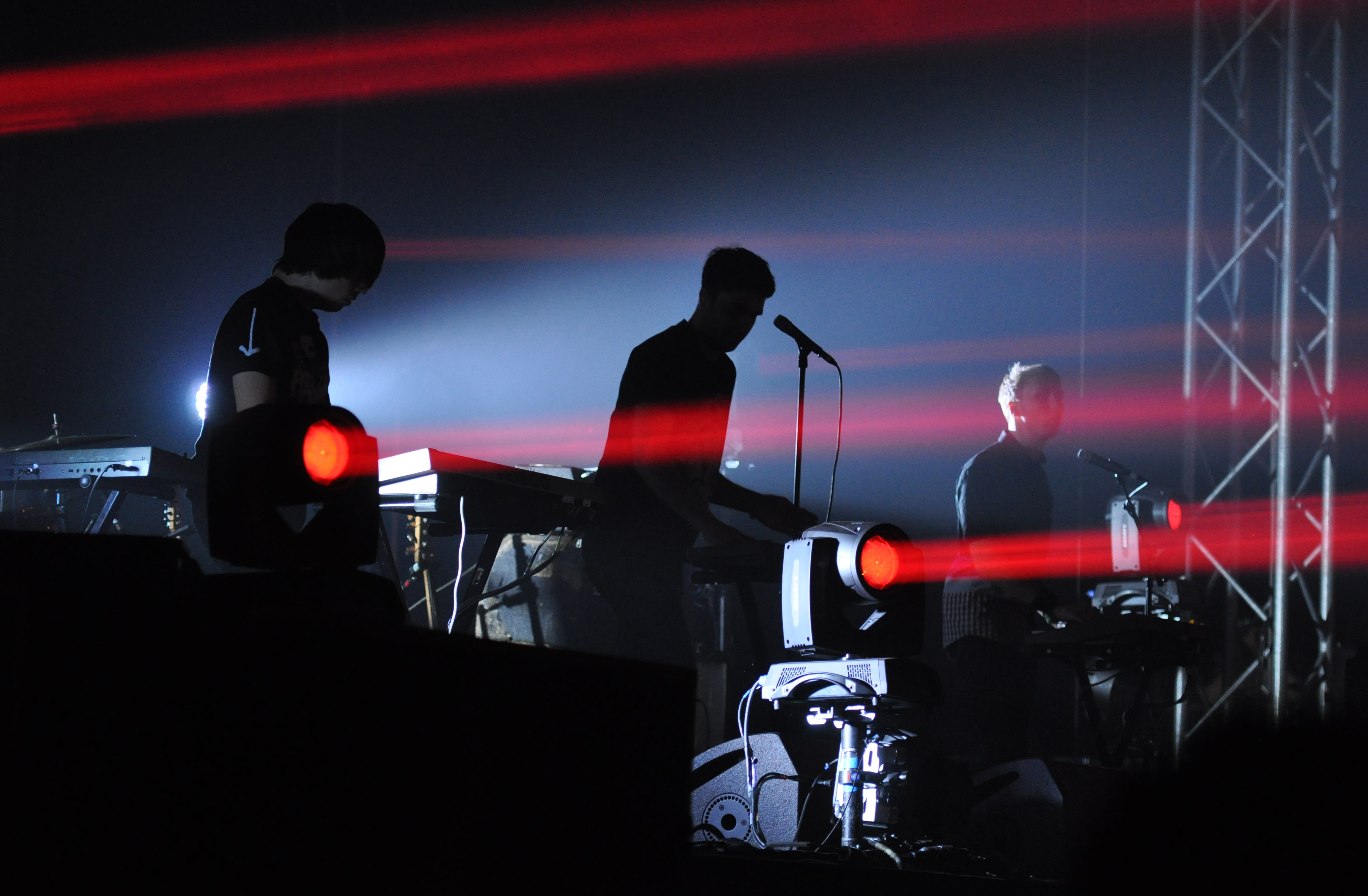
Goose, Paaspop 2013

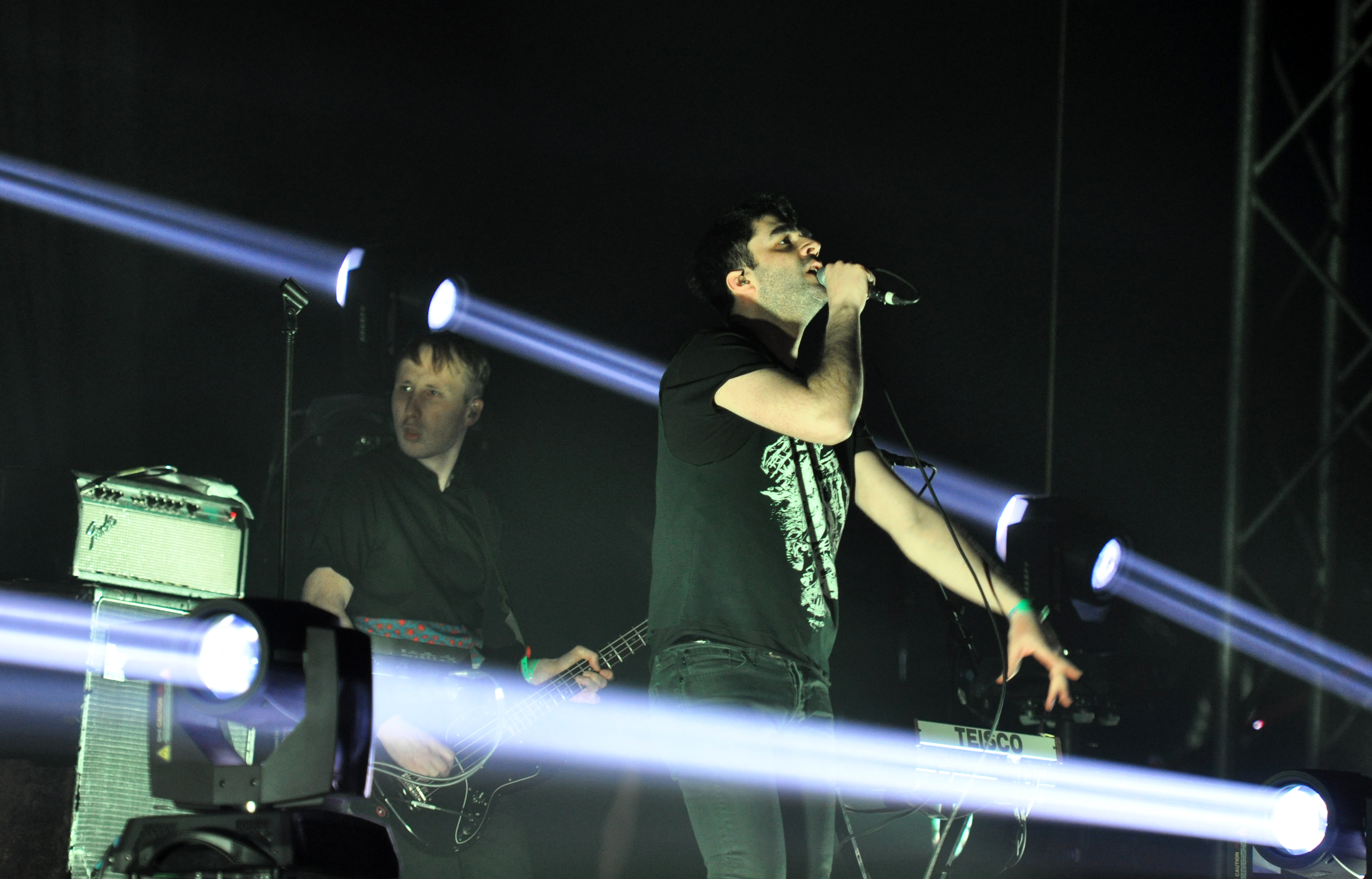
Goose, Paaspop 2013